# Elcysma westwoodi
Elcysma westwoodi är en fjärilsart som beskrevs av Vollenhoven 1863. Elcysma westwoodi ingår i släktet Elcysma och familjen bastardsvärmare. Inga underarter finns listade i Catalogue of Life.